# Eleccions al Parlament Europeu de 1989
Les eleccions al Parlament Europeu de 1989 van ser una sèrie d'eleccions parlamentàries celebrades en els estats membres de la Comunitat Econòmica Europea entre el 15 i el 18 de juny. Van ser les terceres eleccions europees que es van celebrar, permetent als ciutadans elegir 518 diputats al Parlament Europeu.
Van ser les primeres eleccions conjuntes després de l'entrada d'Espanya i Portugal a la Comunitat Econòmica Europea.

## Sistema electoral
De la mateixa manera que a les anteriors convocatòries electorals europees, per 1989 tampoc hi havia normes sobre el sistema d'elecció a utilitzar. El Regne Unit va fer servir un sistema de votació plural per a múltiples circumscripcions petites a la Gran Bretanya i el vot únic transferible a Irlanda del Nord, mateix sistema que la República d'Irlanda, però els altres estats membres van emprar la representació proporcional per a circumscripcions menys grans (normalment l'estat membre en si mateix com a circumscripció única), encara que amb diferents mètodes d'assignació d'escons.

### Nombre d'escons
El nombre d'escons dels deu estats membre de la Comunitat Econòmica Europea al Parlament es van assignar segons la població, i en alguns casos es van dividir en circumscripcions.
| Estat membre | Escons |               | Estat membre | Escons    |    | Estat membre | Escons |
| França       | 81     | Espanya       | 60           | Portugal  | 24 |              |        |
| RFA          | 81     | Països Baixos | 25           | Dinamarca | 16 |              |        |
| Itàlia       | 81     | Bèlgica       | 24           | Irlanda   | 15 |              |        |
| Regne Unit   | 81     | Grècia        | 24           | Luxemburg | 6  |              |        |
|              |        |               |              |           |    | Total:       | 518    |

### Dates de les eleccions
Les eleccions es van celebrar en dues dates en els diversos estats membres de les Comunitats Europees, sempre dins del rang de quatre dies acordat, i que en aquesta ocasió van ser del dijous 15 de juny al diumenge 18 de juny.
| 15 de juny                                              | 18 de juny                                                                 |
| ------------------------------------------------------- | -------------------------------------------------------------------------- |
| Dinamarca, Espanya, Irlanda, Països Baixos i Regne Unit | Alemanya Occidental, Bèlgica, França, Grècia, Itàlia, Luxemburg i Portugal |

## Resultats
Els partits socialdemòcrates agrupats a la Confederació Europea de Partits Socialistes van guanyar la majoria d'escons amb 179 eurodiputats, 47 per sobre de les anteriors eleccions, per davant dels partits conservadors i democratacristians del Partit Popular Europeu que van aconseguir 105 escons, tres per sota de les anteriors. Els partits liberals i centristes de la Federació de Partits Liberals i Demòcrates a Europa van sumar un total de 43 diputats europeus, 15 més que a les anteriors eleccions, mentre que la Coordinació Europea de Partits Verds i l'Aliança Lliure Europea van aconseguir 22 i 6 escons respectivament.
| Facció Europea                                                                             | Facció Europea                                                          | MEP                                                                     | MEP                                                                     | %                                                                       | MEP | MEP | %      |
| ------------------------------------------------------------------------------------------ | ----------------------------------------------------------------------- | ----------------------------------------------------------------------- | ----------------------------------------------------------------------- | ----------------------------------------------------------------------- | --- | --- | ------ |
|                                                                                            | Confederació dels Partits Socialistes de la Comunitat Europea (UPSCE)   | Confederació dels Partits Socialistes de la Comunitat Europea (UPSCE)   | Confederació dels Partits Socialistes de la Comunitat Europea (UPSCE)   | Confederació dels Partits Socialistes de la Comunitat Europea (UPSCE)   | 176 | 47  | 33,98% |
| Partit Laborista                                                                           | 45                                                                      | 13                                                                      | 8,69%                                                                   |                                                                         | 176 | 47  | 33,98% |
| Partit Socialdemòcrata d'Alemanya (SPD)                                                    | 31                                                                      | 2                                                                       | 5,98%                                                                   |                                                                         | 176 | 47  | 33,98% |
| Partit Socialista Obrer Espanyol                                                           | 27                                                                      | 1                                                                       | 5,21%                                                                   |                                                                         | 176 | 47  | 33,98% |
| Partit Socialista                                                                          | 18                                                                      | 2                                                                       | 3,47%                                                                   |                                                                         | 176 | 47  | 33,98% |
| Partit Socialista Italià                                                                   | 12                                                                      | 3                                                                       | 2,32%                                                                   |                                                                         | 176 | 47  | 33,98% |
| Moviment Socialista Panhel·lènic (PASOK)                                                   | 9                                                                       | 2                                                                       | 1,74%                                                                   |                                                                         | 176 | 47  | 33,98% |
| Partit del Treball (P.v.d.A)                                                               | 8                                                                       | 1                                                                       | 1,54%                                                                   |                                                                         | 176 | 47  | 33,98% |
| Partit Socialista                                                                          | 8                                                                       | 2                                                                       | 1,54%                                                                   |                                                                         | 176 | 47  | 33,98% |
| Partit Socialista                                                                          | 5                                                                       | =                                                                       | 0,97%                                                                   |                                                                         | 176 | 47  | 33,98% |
| Socialdemòcrates                                                                           | 4                                                                       | 1                                                                       | 0,77%                                                                   |                                                                         | 176 | 47  | 33,98% |
| Partit Socialista Flamenc                                                                  | 3                                                                       | 1                                                                       | 0,58%                                                                   |                                                                         | 176 | 47  | 33,98% |
| Partit Socialista Democràtic Italià                                                        | 2                                                                       | 1                                                                       | 0,39%                                                                   |                                                                         | 176 | 47  | 33,98% |
| Partit Socialista dels Treballadors (LSAP)                                                 | 2                                                                       | =                                                                       | 0,39%                                                                   |                                                                         | 176 | 47  | 33,98% |
| Partit Laborista                                                                           | 1                                                                       | 1                                                                       | 0,19%                                                                   |                                                                         | 176 | 47  | 33,98% |
| Partit Socialdemòcrata i Laborista                                                         | 1                                                                       | =                                                                       | 0,19%                                                                   |                                                                         | 176 | 47  | 33,98% |
|                                                                                            | Partit Popular Europeu (PPE)                                            | Partit Popular Europeu (PPE)                                            | Partit Popular Europeu (PPE)                                            | Partit Popular Europeu (PPE)                                            | 105 | 3   | 20,27% |
| Democràcia Cristiana                                                                       | 26                                                                      | =                                                                       | 5,02%                                                                   |                                                                         | 105 | 3   | 20,27% |
| Unió Demòcrata Cristiana d'Alemanya (CDU)                                                  | 25                                                                      | 9                                                                       | 4,36%                                                                   |                                                                         | 105 | 3   | 20,27% |
| Nova Democràcia (ND)                                                                       | 10                                                                      | 1                                                                       | 1,93%                                                                   |                                                                         | 105 | 3   | 20,27% |
| Crida Demòcrata Cristiana (CDA)                                                            | 10                                                                      | 2                                                                       | 1,93%                                                                   |                                                                         | 105 | 3   | 20,27% |
| Unió Social Cristiana de Baviera (CSU)                                                     | 7                                                                       | =                                                                       | 1,35%                                                                   |                                                                         | 105 | 3   | 20,27% |
| Partit Cristià Popular                                                                     | 5                                                                       | 1                                                                       | 0,97%                                                                   |                                                                         | 105 | 3   | 20,27% |
| Centre dels Demòcrates Socials (CDS) [en la candidatura de la UDF]                         | 5                                                                       | 2                                                                       | 0,97%                                                                   |                                                                         | 105 | 3   | 20,27% |
| Fine Gael (FG)                                                                             | 4                                                                       | 2                                                                       | 0,77%                                                                   |                                                                         | 105 | 3   | 20,27% |
| Partit Popular Social Cristià (CSV)                                                        | 3                                                                       | =                                                                       | 0,58%                                                                   |                                                                         | 105 | 3   | 20,27% |
| Centre Democràtic Social                                                                   | 3                                                                       | 1                                                                       | 0,58%                                                                   |                                                                         | 105 | 3   | 20,27% |
| Partit Social-Cristià                                                                      | 2                                                                       | =                                                                       | 0,39%                                                                   |                                                                         | 105 | 3   | 20,27% |
| Demòcrates de Centre                                                                       | 2                                                                       | 1                                                                       | 0,39%                                                                   |                                                                         | 105 | 3   | 20,27% |
| Partit Nacionalista Basc [dins la Coalició Nacionalista]                                   | 1                                                                       | 1                                                                       | 0,19%                                                                   |                                                                         | 105 | 3   | 20,27% |
| Unió Democràtica de Catalunya [dins la coalició Convergència i Unió]                       | 1                                                                       | =                                                                       | 0,19%                                                                   |                                                                         | 105 | 3   | 20,27% |
| Partit Popular del Tirol del Sud                                                           | 1                                                                       | =                                                                       | 0,19%                                                                   |                                                                         | 105 | 3   | 20,27% |
|                                                                                            | Federació de Partits Liberals, Demòcrates i Reformistes Europeus (LDRE) | Federació de Partits Liberals, Demòcrates i Reformistes Europeus (LDRE) | Federació de Partits Liberals, Demòcrates i Reformistes Europeus (LDRE) | Federació de Partits Liberals, Demòcrates i Reformistes Europeus (LDRE) | 43  | 15  | 8,30%  |
| Partit Socialdemòcrata                                                                     | 9                                                                       | 1                                                                       | 1,74%                                                                   |                                                                         | 43  | 15  | 8,30%  |
| Partit Republicà (PR) [en la candidatura de la UDF]                                        | 6                                                                       | =                                                                       | 1,58%                                                                   |                                                                         | 43  | 15  | 8,30%  |
| Centre Democràtic i Social                                                                 | 5                                                                       | 2                                                                       | 0,97%                                                                   |                                                                         | 43  | 15  | 8,30%  |
| Partit Democràtic Lliure                                                                   | 4                                                                       | 4                                                                       | 0,77%                                                                   |                                                                         | 43  | 15  | 8,30%  |
| Esquerra                                                                                   | 3                                                                       | 1                                                                       | 0,58%                                                                   |                                                                         | 43  | 15  | 8,30%  |
| Partit Republicà Italià [dins la coalició Liberals Republicans Federalistes]               | 3                                                                       | =                                                                       | 0,58%                                                                   |                                                                         | 43  | 15  | 8,30%  |
| Partit Popular per la Llibertat i la Democràcia (VVD)                                      | 3                                                                       | 2                                                                       | 0,58%                                                                   |                                                                         | 43  | 15  | 8,30%  |
| Partit Reformista Liberal                                                                  | 2                                                                       | 1                                                                       | 0,39%                                                                   |                                                                         | 43  | 15  | 8,30%  |
| Partit de la Llibertat i el Progrès                                                        | 2                                                                       | =                                                                       | 0,39%                                                                   |                                                                         | 43  | 15  | 8,30%  |
| Partit Radical (PRAD) [en la candidatura de la UDF]                                        | 2                                                                       | 2                                                                       | 0,39%                                                                   |                                                                         | 43  | 15  | 8,30%  |
| Convergència Democràtica de Catalunya [dins la coalició Convergència i Unió]               | 1                                                                       | 1                                                                       | 0,19%                                                                   |                                                                         | 43  | 15  | 8,30%  |
| Demòcrates Progressistes                                                                   | 1                                                                       | 1                                                                       | 0,19%                                                                   |                                                                         | 43  | 15  | 8,30%  |
| Partit Liberal Italià [dins la coalició Liberals Republicans Federalistes]                 | 1                                                                       | 1                                                                       | 0,19%                                                                   |                                                                         | 43  | 15  | 8,30%  |
| Partit Democràtic (DP)                                                                     | 1                                                                       | =                                                                       | 0,19%                                                                   |                                                                         | 43  | 15  | 8,30%  |
|                                                                                            | Coordinació Europea de Partits Verds (CEPV)                             | Coordinació Europea de Partits Verds (CEPV)                             | Coordinació Europea de Partits Verds (CEPV)                             | Coordinació Europea de Partits Verds (CEPV)                             | 22  | 20  | 4,28%  |
| Els Verds (GRÜNE)                                                                          | 8                                                                       | 1                                                                       | 1,54%                                                                   |                                                                         | 22  | 20  | 4,28%  |
| Els Verds [dins la candidatura Els Verds - Europa - Ecologia]                              | 8                                                                       | 8                                                                       | 1,54%                                                                   |                                                                         | 22  | 20  | 4,28%  |
| Ecolo                                                                                      | 2                                                                       | 1                                                                       | 0,39%                                                                   |                                                                         | 22  | 20  | 4,28%  |
| Verds de l'Arc de Sant Martí                                                               | 2                                                                       | 2                                                                       | 0,39%                                                                   |                                                                         | 22  | 20  | 4,28%  |
| Agalev                                                                                     | 1                                                                       | 1                                                                       | 0,19%                                                                   |                                                                         | 22  | 20  | 4,28%  |
| Partit Ecologista-Els Verds [dins la Coalició Democràtica Unitària]                        | 1                                                                       | 1                                                                       | 0,19%                                                                   |                                                                         | 22  | 20  | 4,28%  |
|                                                                                            | Aliança Lliure Europea (ALE)                                            | Aliança Lliure Europea (ALE)                                            | Aliança Lliure Europea (ALE)                                            | Aliança Lliure Europea (ALE)                                            | 6   | 3   | 1,16%  |
| Unió del Poble (VU)                                                                        | 1                                                                       | =                                                                       | 0,19%                                                                   |                                                                         | 6   | 3   | 1,16%  |
| Eusko Alkartasuna [dins la coalició Europa dels Pobles]                                    | 1                                                                       | =                                                                       | 0,19%                                                                   |                                                                         | 6   | 3   | 1,16%  |
| Unió del Poble Cors [dins la candidatura Els Verds - Europa - Ecologia]                    | 1                                                                       | 1                                                                       | 0,19%                                                                   |                                                                         | 6   | 3   | 1,16%  |
| Independent Fianna Fáil                                                                    | 1                                                                       | 1                                                                       | 0,19%                                                                   |                                                                         | 6   | 3   | 1,16%  |
| Partit Sard d'Acció [dins la coalició Federalisme]                                         | 1                                                                       | =                                                                       | 0,19%                                                                   |                                                                         | 6   | 3   | 1,16%  |
| Partit Nacional Escocès                                                                    | 1                                                                       | =                                                                       | 0,19%                                                                   |                                                                         | 6   | 3   | 1,16%  |
|                                                                                            | Candidatures sense facció europea                                       | Candidatures sense facció europea                                       | Candidatures sense facció europea                                       | Candidatures sense facció europea                                       | 166 | 2   | 32,05% |
| Partit Conservador                                                                         | 32                                                                      | 13                                                                      | 6,18%                                                                   |                                                                         | 166 | 2   | 32,05% |
| Partit Comunista Italià                                                                    | 22                                                                      | 5                                                                       | 4,25%                                                                   |                                                                         | 166 | 2   | 32,05% |
| Partit Popular                                                                             | 15                                                                      | 2                                                                       | 2,90%                                                                   |                                                                         | 166 | 2   | 32,05% |
| Reagrupament per la República [en la candidatura de la UDF]                                | 12                                                                      | 3                                                                       | 2,32%                                                                   |                                                                         | 166 | 2   | 32,05% |
| Front Nacional                                                                             | 10                                                                      | =                                                                       | 1,93%                                                                   |                                                                         | 166 | 2   | 32,05% |
| Partit Comunista Francès+Partit Comunista Reunionès+UP                                     | 7                                                                       | 3                                                                       | 1,35%                                                                   |                                                                         | 166 | 2   | 32,05% |
| Els Republicans                                                                            | 6                                                                       | 6                                                                       | 1,59%                                                                   |                                                                         | 166 | 2   | 32,05% |
| Fianna Fáil (FF)                                                                           | 6                                                                       | 2                                                                       | 1,59%                                                                   |                                                                         | 166 | 2   | 32,05% |
| Moviment Popular Contra la UE                                                              | 4                                                                       | =                                                                       | 0,77%                                                                   |                                                                         | 166 | 2   | 32,05% |
| Esquerra Unida                                                                             | 4                                                                       | =                                                                       | 0,77%                                                                   |                                                                         | 166 | 2   | 32,05% |
| Unió per a la Democràcia Francesa (UDF)                                                    | 4                                                                       | 1                                                                       | 0,77%                                                                   |                                                                         | 166 | 2   | 32,05% |
| Moviment Social Italià                                                                     | 4                                                                       | 1                                                                       | 0,77%                                                                   |                                                                         | 166 | 2   | 32,05% |
| Partit Comunista de Grècia (ΚΚΕ) [dins Coalició]                                           | 3                                                                       | =                                                                       | 0,58%                                                                   |                                                                         | 166 | 2   | 32,05% |
| Europa Verda                                                                               | 3                                                                       | 3                                                                       | 0,58%                                                                   |                                                                         | 166 | 2   | 32,05% |
| Partit Comunista Portuguès [dins la Coalició Democràtica Unitària]                         | 3                                                                       | =                                                                       | 0,58%                                                                   |                                                                         | 166 | 2   | 32,05% |
| Partit Popular Conservador                                                                 | 2                                                                       | 2                                                                       | 0,39%                                                                   |                                                                         | 166 | 2   | 32,05% |
| Agrupació Electoral José María Ruiz Mateos                                                 | 2                                                                       | 2                                                                       | 0,39%                                                                   |                                                                         | 166 | 2   | 32,05% |
| Associació dels Demòcrates [en la candidatura del Partit Socialista]                       | 2                                                                       | 2                                                                       | 0,39%                                                                   |                                                                         | 166 | 2   | 32,05% |
| Centre Nacional d'Independents i Agraris [en la candidatura de la UDF]                     | 2                                                                       | =                                                                       | 0,39%                                                                   |                                                                         | 166 | 2   | 32,05% |
| Partit Radical d'Esquerra [en la candidatura del Partit Socialista]                        | 2                                                                       | 2                                                                       | 0,39%                                                                   |                                                                         | 166 | 2   | 32,05% |
| Lliga Llombarda-Aliança Nord                                                               | 2                                                                       | 2                                                                       | 0,39%                                                                   |                                                                         | 166 | 2   | 32,05% |
| Arc de Sant Martí (CPN-PSP-PPR-EVP)                                                        | 2                                                                       | =                                                                       | 0,39%                                                                   |                                                                         | 166 | 2   | 32,05% |
| Bloc Flamenc                                                                               | 1                                                                       | 1                                                                       | 0,19%                                                                   |                                                                         | 166 | 2   | 32,05% |
| Partit Popular Socialista                                                                  | 1                                                                       | =                                                                       | 0,19%                                                                   |                                                                         | 166 | 2   | 32,05% |
| Euskadiko Ezkerra [dins la coalició Esquerra dels Pobles]                                  | 1                                                                       | 1                                                                       | 0,19%                                                                   |                                                                         | 166 | 2   | 32,05% |
| Herri Batasuna                                                                             | 1                                                                       | =                                                                       | 0,19%                                                                   |                                                                         | 166 | 2   | 32,05% |
| Partit Andalusista                                                                         | 1                                                                       | 1                                                                       | 0,19%                                                                   |                                                                         | 166 | 2   | 32,05% |
| Federació Nacional de Clubs Perspectives i Realitats [en la candidatura de la UDF]         | 1                                                                       | =                                                                       | 0,19%                                                                   |                                                                         | 166 | 2   | 32,05% |
| Partit Socialdemòcrata [en la candidatura de la UDF]                                       | 1                                                                       | 1                                                                       | 0,19%                                                                   |                                                                         | 166 | 2   | 32,05% |
| Esquerra Grega [dins de Coalició]                                                          | 1                                                                       | 1                                                                       | 0,19%                                                                   |                                                                         | 166 | 2   | 32,05% |
| Renovació Democràtica                                                                      | 1                                                                       | 1                                                                       | 0,19%                                                                   |                                                                         | 166 | 2   | 32,05% |
| Partit dels Treballadors                                                                   | 1                                                                       | 1                                                                       | 0,19%                                                                   |                                                                         | 166 | 2   | 32,05% |
| Democràcia Proletària                                                                      | 1                                                                       | =                                                                       | 0,19%                                                                   |                                                                         | 166 | 2   | 32,05% |
| Partit Radical [dins la candidatura Antiprohibicionistes de les Drogues]                   | 1                                                                       | 2                                                                       | 0,19%                                                                   |                                                                         | 166 | 2   | 32,05% |
| Demòcrates 66                                                                              | 1                                                                       | 1                                                                       | 0,19%                                                                   |                                                                         | 166 | 2   | 32,05% |
| Partit Polític Reformat-Unió Política Reformada-Federació Política Reformada (SGP-GPV-RPF) | 1                                                                       | =                                                                       | 0,19%                                                                   |                                                                         | 166 | 2   | 32,05% |
| Partit Unionista de l'Ulster                                                               | 1                                                                       | =                                                                       | 0,19%                                                                   |                                                                         | 166 | 2   | 32,05% |
| Partit Unionista Democràtic                                                                | 1                                                                       | =                                                                       | 0,19%                                                                   |                                                                         | 166 | 2   | 32,05% |
| Independent: Thomas Joseph Maher                                                           | 1                                                                       | =                                                                       | 0,19%                                                                   |                                                                         | 166 | 2   | 32,05% |

## Nou parlament
Després de les eleccions, el Parlament Europeu va patir canvis profunds en la composició dels seus grups. Els grans grups es va mantenir, liderats pel Grup Socialista amb 180 escons enfront dels 121 eurodiputats del Grup del Partit Popular Europeu - Grup Demòcrata Cristià, seguits del Grup Liberal, Democràtic i Reformista amb 49 representants.
El Grup Comunista i aliats es va dividir en dos grups: per una banda, el Grup de l'Esquerra Unitària Europea, liderat pel Partit Comunista Italià i l'Esquerra Unida espanyola, amb 28 escons; i per una altra, el Grup de la Coalició d'Esquerres, encapçalat pel Partit Comunista Francès i el Partit Comunista Portuguès, amb 14 eurodiputats.
També es va dividir el Grup de l'Arc de Sant Martí: per una banda, els partits integrats en la Coordinació Europea de Partits Verds, junt amb els partits d'esquerres i verds a l'Aliança Verda-Alternativa Europea, van fundar el Grup Verd al Parlament Europeu amb 30 escons; per una altra , l'Aliança Lliure Europea i el Moviment Popular de Dinamarca van impulsar un nou Grup de l'Arc de Sant Martí amb 13 escons.
Dins el conservadorisme i l'extrema dreta també van succeir canvis: el Partit Popular (hereu d'Aliança Popular) va abandonar els Demòcrates Europeus i es va integrar al PPE, deixant els Conservadors anglesos i danesos sols amb 34 escons. Per altra banda, el Grup de la Dreta Europea es va transformar en el Grup Tècnic de la Dreta Europea per l'abandonament del Moviment Social Italià (que es va sumar als No Inscrits) i el Partit Unionista de l'Ulster (que es va integrar al PPE), però sumant Els Republicans alemanys i el Bloc Flamenc.
| Grup polític | Grup polític                                                   | Posició          | Ideologia                                       | Escons    |
| ------------ | -------------------------------------------------------------- | ---------------- | ----------------------------------------------- | --------- |
|              | Grup Socialista (SOC)                                          | Centreesquerra   | Socialdemocràcia Socialisme democràtic          | 180 / 518 |
|              | Grup del Partit Popular Europeu - Grup Demòcrata Cristià (PPE) | Centredreta      | Conservadorisme liberal Democràcia cristiana    | 121 / 518 |
|              | Grup Liberal, Democràtic i Reformista (LDR)                    | Centre           | Liberalisme Socioliberalisme Progressisme       | 49 / 518  |
|              | Grup dels Demòcrates Europeus (GDE)                            | Dreta            | Conservadorisme                                 | 34 / 518  |
|              | Grup Verd al Parlament Europeu (V)                             | Centreesquerra   | Ecologisme                                      | 30 / 518  |
|              | Grup de l'Esquerra Unitària Europea (EUE)                      | Esquerra         | Marxisme Anticapitalisme                        | 28 / 518  |
|              | Grup de l'Aliança Democràtica Europea (ADE)                    | Dreta Ultradreta | Conservadorisme nacionalista                    | 20 / 518  |
|              | Grup Tècnic de la Dreta Europea (DR)                           | Ultradreta       | Populisme de dreta Euroescepticisme Sobiranisme | 17 / 518  |
|              | Grup de la Coalició d'Esquerres (CE)                           | Esquerra         | Marxisme Anticapitalisme                        | 14 / 518  |
|              | Grup de l'Arc de Sant Martí (ARC)                              | Transversalisme  | Regionalisme                                    | 13 / 518  |
|              | No inscrits (NI)                                               |                  |                                                 | 12 / 518  |

En la mateixa sessió, el socialista espanyol Enrique Barón va ser elegit com a president del Parlament Europeu, en primera volta, amb 301 vots a favor, guanyant al liberal alemany Rüdiger von Wechmar.